# 九都镇 (南安市)
九都镇是中国福建省泉州市南安市下辖的一个镇。 鞋业是九都的支柱产业，经过二十多年的发展，建成彭林、新东两个工业区，面积达450亩，有企业13家，上规模的企业有4家，其中纳税超百万元企业7家（波辉鞋服有限公司、雅利斯鞋服有限公司）。全镇制鞋生产线20多条，拥有“七波辉”、“菲克”、“菲霸”、“隆鹰”、“剑桥”、“阿布兔”、“赫仕奇”、“百变蓝猫”、“蓝猫”、“酷乐猫”等童鞋品牌。其中，隆鹰，菲克、七波辉公司品牌荣获中国名牌，中国驰名商标，福建省著名商标称号。

## 行政区划
九都镇共辖10个村委会，分别是：
墩兜村、彭林村、新东村、新峰村、新民村、金圭村、美星村、和安村、秋阳村、林坑村。